# Wechselwirtschaft
Wechselwirtschaft ist ein Begriff aus der Agrarwissenschaft und bezeichnet alle Bodennutzungssysteme, bei denen eine ein- oder mehrjährige intensive ackerbauliche Nutzung sich mit einer mehr- oder langjährigen Nutzung als Grünland, Wald oder einer anderen extensiven Nutzungsformen abwechseln. Dies war in der vorindustriellen Zeit und vor der Erfindung des Kunstdüngers durch Justus von Liebig in der Regel auch notwendig, da Dünger ein knappes Gut darstellte und der durch das Vieh produzierte Dünger nicht ausreichte, um alle Parzellen gleichermaßen mit Dünger zu versorgen.
Die Wechselwirtschaft ist nicht mit anderen landwirtschaftlichen Bodennutzungssystemen wie der Felderwirtschaft (z. B. Dreifelderwirtschaft) oder der Fruchtwechselwirtschaft zu verwechseln, bei denen eine permanente Ackernutzung erfolgt. Die bei diesen Nutzungsformen evtl. eingelegte Brache ist nicht für eine ganzjährige Versorgung von Nutztieren geeignet. Im Fall der Felderwirtschaft muss zu deren Versorgung zusätzliches Grünland (siehe auch Allmende) bewirtschaftet werden bzw. im Fall der Fruchtwechselwirtschaft der Feldfutterbau in die Fruchtfolge integriert werden.
Beispiele für die Wechselwirtschaft sind:
- Feld-Gras-Wechselwirtschaft ist die verbreitetste Form der Wechselwirtschaft. Die Parzellen wurden wechselweise als Acker- oder Grasland genutzt. Dabei handelte es sich oft um eine geregelte Feldgraswirtschaft, im Gegensatz zu der ungeregelten Feldgraswirtschaft in traditionellen Landwirtschaftsformen.[1]
  - Die Koppelwirtschaft ist typisch für die Marschlande in Deutschland und Dänemark. Der Name Koppelwirtschaft leitet sich aus der charakteristischen Einfriedung der Parzellen mit Gräben, Wällen oder Hecken ab. Die auch als Knicks bezeichnen Grünlandhecken wurden bewusst von den Menschen angepflanzt, um die Weidetiere einzufrieden und die Ackerflächen vor Erosion zu schützen. In der traditionellen Form folgte nach einem Jahr Brache, eine drei bis siebenjährige Acker- und eine dreijährige Weidenutzung. Die Grassamen wurden dabei unmittelbar mit der letzten Getreidesaat eingebracht.[1]
  - Die Egartwirtschaft war eine typische Wirtschaftsform im Alpenraum. Dabei wechselt sich eine mehrjährige Wiesennutzung mit einer maximal vierjährigen Ackernutzung ab.[1]
- Feld-Wald-Wechselwirtschaft war lange Zeit vor allem in den Mittelgebirgen wie Spessart oder Odenwald typisch. In Oberfranken ist sie auch für den Randbereich von Hufenfluren beschrieben. Nach einer intensiven Zeit als Acker wurde das Land wieder aufgeforstet. Zur Aufforstung wurden meist Birken und Eichen verwendet, die auch bei der Pottasche beziehungsweise bei der Gewinnung von Gerbstoffen eine Rolle spielte. Siehe auch Hauberg.
- Feld-Moor-Wechselwirtschaft war für den Nordwesten Deutschlands typisch. Ein oberflächig entwässertes Hochmoor wurde abgebrannt und dann für einen Zeitraum von sieben bis 10 Jahren zum Anbau von Buchweizen genutzt. In der darauf folgenden Ruhezeit von etwa 30 Jahren beweidete man die Flächen extensiv.
- Feld-Heide-Wechselwirtschaft ist typisch für die Schiffelwirtschaft im Rheinischen Schiefergebirge und maßgeblich für die Entstehung der Besenginsterheide.
- Feld-Teich-Wechselwirtschaft ist eine der ungewöhnlichsten Wechselwirtschaften. Parzellen, die über mehrere Jahre als Teiche genutzt wurden, wurden abgelassen und für ein oder zwei Jahre wieder ackerbaulich genutzt.